# 스트롱 프로그램
스트롱 프로그램(Strong programme)은 1970년대 영국 에든버러 대학교의 데이비드 블루어(David Bloor)와 배리 반스(Barry Barnes)같은 과학 사회학자들이 제안한 과학 사회학 프로그램이다.

## 등장 배경
사회가 지식에 영향을 준다거나 지식이 사회적 요인을 반영한다는 생각은 20세기 전반에 이미 카를 만하임이나 에밀 뒤르켐같은 유명한 사회학자들에 의해 제기되었다. 그러나 만하임, 뒤르켐 같은 사상가들에게 지식이란 자연과학이 아닌 사회과학이나,인문학을 의미했다. 반면 블루어와 반스는 지식사회의 범위에 사회과학만이 아니라 자연과학도 포함시켰다.

## 특성
- 사회적 조건을 사용해 과학지식의 형성과 발전을 인과적으로 설명한다.
- 진리로 알려진 지식이든, 거짓이라고 알려진 지식이든 동일한 방식으로 설명해야 한다.
- 참 또는 거짓, 합리성 또는 비합리성, 성공 또는 실패와 무관하게 모든 지식을 공평하게 다루어야 한다.
- 이러한 사회학적인 설명들이 스트롱 프로그램 그 자체에도 적용되어야 한다.